# Omrop Fryslân
Omrop Fryslân  ist ein niederländischer Fernseh- und Hörfunksender und Teil des, dem öffentlich-rechtlichen Rundfunk in Deutschland vergleichbaren, Publieke Omroep. Omrop Fryslân unterscheidet sich von den sonstigen niederländischen Fernseh- und Hörfunksender durch den Gebrauch der westfriesischen Sprache, anstatt das Niederländische zu verwenden. Omrop Fryslân wurde 1988 gegründet und beschränkte sich zunächst auf Hörfunk, 1994 kam Omrop Fryslân TV hinzu als regionaler Fernsehsender für die Provinz Friesland. Der Omrop Fryslân hat jährlich 36 Stunden Sendezeit auf dem Fernsehsender NPO 2, da die niederländischen Behörden sich zur Aufgabe gemacht haben, die westfriesische Sprache in den Medien zu fördern.